# L'ultimo dei Mohicani
L'ultimo dei Mohicani (The Last of the Mohicans) è un romanzo d'avventura scritto da James Fenimore Cooper e pubblicato per la prima volta nel 1826. 

## Trama
Il romanzo è ambientato durante la guerra franco-indiana, teatro nordamericano della Guerra dei sette anni, nel 1757, nello Stato di New York. La storia ha come sfondo sia le frequenti battaglie tra Francesi e Inglesi sia tra Uroni (alleati con i francesi) e Mohicani (alleati con gli inglesi). Narra le diverse vicende di Natty Bumppo, un cacciatore bianco soprannominato Occhio di Falco (in seguito chiamato La Longue Carabine, "lungo fucile", dal sachem Urone), Uncas e suo padre Chingachgook. I tre si troveranno a dover aiutare le due figlie del colonnello inglese Munro, Alice e Cora, rapite dal nemico comune Magua, capo di un gruppo Urone e alleato con i francesi. Cora e Alice in realtà sono sorellastre poiché Cora è il frutto del primo matrimonio di Munro con una donna caraibica di origine mulatta.
Fiera e determinata, è lei ad incoraggiare spesso la sorella, più delicata e inesperta. Nella vicenda interviene anche il giovane Duncan, ufficiale inglese innamorato di Alice. Magua un tempo combatteva per gli inglesi, ma un giorno, ubriaco, straparlò e il colonnello lo fece frustare; Magua si infuriò a morte per l'oltraggio e per le cicatrici rimastegli e, alleatosi ai francesi, organizzò poi la vendetta. Magua vuole Cora in moglie e più volte le offre la scelta fra il "matrimonio" e la morte, ma ella rifiuterà sempre sdegnata. Il lungo inseguimento da parte di Magua si concluderà con la morte di Cora, di Uncas e dello stesso Magua, ucciso da Occhio di Falco. Il romanzo si conclude con una dettagliata descrizione dei funerali di Cora e Uncas secondo il rito indiano.

## Personaggi
I personaggi principali del racconto sono:
Natty Bumppo, detto Occhio di falco e La Longue CarabineVero protagonista del ciclo dei "Racconti di Calza-di-cuoio", è figlio di coloni bianchi, educato dai Fratelli Moravi e cresciuto fra i Mohicani. Amico di lunga data del capo indiano Chingachgook e tanto esperto col fucile da essersi guadagnato dei soprannomi sia fra gli alleati che fra i nemici.
Maggiore Duncan HeywardUfficiale dell'esercito britannico originario della Virginia, innamorato di Alice; sembra un personaggio marginale, ma il suo ruolo non è di secondo piano, poiché interviene in momenti difficili e la sua azione è determinante.
Colonnello Munro, Cora e AliceUna famiglia scozzese composta da padre e due sorelle. Munro comanda le truppe inglesi di stanza a Forte William-Henry. In seguito, insieme ad Occhio di falco, Chingachgook ed Uncas dovrà salvare le figlie, rapite da Magua.
Chingachgook, soprannominato Grosso SerpenteÈ un Mohicano, il cui unico figlio è Uncas che per lui rappresenta la continuazione della sua gente in quanto ultimo Mohicano puro, cioè discendente sia per linea paterna che per linea materna da soli Mohicani.
Uncas, soprannominato Cervo AgileÈ figlio di Chingachgook. È il penultimo dei Mohicani dopo suo padre. Anche se non risulta essere molto chiaro nel testo, sembra essere innamorato di Cora.
Magua, soprannominato Volpe astuta (Le Renard Subtil)È un Urone (e quindi nemico dei Mohicani), alleato dei francesi. Catturato dai Mohawk, gli fu risparmiata la vita e venne adottato nella nuova tribù. Fatto fustigare da Munro per essere stato sorpreso a bere whiskey, ritornò presso la sua tribù dove scoprì che la moglie aveva sposato un altro uomo. Decide così di tramare vendetta contro il colonnello, cercando di rapire la figlia Cora, della quale vorrebbe farne la propria nuova moglie. È il nemico comune di tutti i personaggi elencati.

## Analisi di momenti importanti
La focalizzazione nel romanzo è zero, quindi il punto di vista del narratore è onnisciente: conosce tutto e sa spiegare tutto. Molto spesso utilizza il discorso diretto cedendo la parola direttamente ai protagonisti; così facendo si esprime senza alcuna mediazione. Nel romanzo è sottolineato anche il rispetto che gli Irochesi provano per i luoghi di sepoltura, anche dei nemici, al punto di sospendere la guerriglia in quei luoghi. Una scena del romanzo è ambientata sulle cascate di Glens Falls.

## Opere derivate
Numerosi film basati sull'opera di Cooper furono girati nel 1911, 1920, 1932, 1936 e 1992. La versione del 1920, diretta da Clarence Brown e Maurice Tourneur e la versione di George Brackett Seitz del 1936, sono considerate particolarmente importanti. Il film del 1920 è stato classificato come "culturalmente significativo" dalla Biblioteca del Congresso e selezionato per la conservazione nel National Film Registry. La versione del 1992, diretta da Michael Mann, è a sua volta basata più sulla pellicola del 1936 che sul romanzo originale.
Numerose serie TV sono state fatte, inclusa quella del 1957 della ITC Entertainment Hawkeye and the Last of the Mohicans.
Anche la BBC, nel 1971, ha trasmesso una miniserie basata sul libro. In Italia ne è stata fatta una versione a cartoni, prodotta da Rai Fiction e Mondo TV  trasmessa nel 2006.

### Filmografia
- The Last of the Mohicans, film statunitense del 1911 prodotto da Powers Picture Plays
- The Last of the Mohicans, film statunitense del 1911 diretto da Theodore Marston
- The Last of the Mohicans, film statunitense del 1920 diretto da Clarence Brown e Maurice Tourneur
- L'ultimo dei Mohicani (The Last of the Mohicans), serial statunitense del 1932
- Il re dei pellirosse (The Last of the Mohicans), regia di George B. Seitz con Randolph Scott (1936)
- L'ultimo dei Mohicani (The Last of the Mohicans), regia di George Sherman (1947)
- Sterminio sul grande sentiero (The Iroquois Trail), regia di Phil Karlson (1950)
- L'ultimo dei Mohicani (Uncas, el fin de una raza), regia di Mateo Cano (1965)
- La valle delle ombre rosse (Der letzte Mohikaner), regia di Harald Reinl (1965)
- The Last of the Mohicans, miniserie televisiva britannica del 1971 della BBC
- The Last of the Mohicans, film animato statunitense per la televisione del 1975
- The Last of the Mohicans, film televisivo statunitense del 1977 diretto da James L. Conway
- L'ultimo dei Mohicani (The Last of the Mohicans), film statunitense del 1992 diretto da Michael Mann
- L'ultimo dei Mohicani (Hawkeye), serie televisiva canadese del 1994-1995
- L'ultimo dei Mohicani, serie televisiva italiana a cartoni animati del 2006

## Edizioni
- James Fenimore Cooper, L'ultimo dei Mohicani, Traduzione di Vincenzo Brinzi, ill. di Antonio De Rosa, Collana Corticelli, Milano, Mursia, 1979,  pp. 319, illustrato, ISBN 978-88-425-1194-6.
- James Fenimore Cooper, L'ultimo dei Mohicani, Traduzione ed adattamento di Ottiero Ottieri, Giunti Junior, Giunti Editore, Firenze, 1980,  pp. 306, illustrato, ISBN 978-88-09-00145-9.
- James Fenimore Cooper, L'ultimo dei Mohicani, saggio introduttivo di David Herbert Lawrence, traduzione di Fernanda Pivano, Einaudi Tascabili, Einaudi, Torino, 1997,  pp. 400,, ISBN 978-88-06-12956-9.
- James Fenimore Cooper, L'ultimo dei Mohicani, Introduzione di Goffredo Fofi, traduzione di Cristina Rivaroli, collana Biblioteca Economica «Classici», Garzanti, 2003,  pp. 436,, ISBN 978-88-11-36078-0.
- James Fenimore Cooper, L'ultimo dei Mohicani Ediz. integrale, Introduzione di Stanislao Nievo, traduzione di Corrado Pavolini, collana Biblioteca Economica «Classici», Newton Compton, 2007,  pp. 378,, ISBN 978-88-541-0589-8.
- James Fenimore Cooper, L'ultimo dei Mohicani, Introduzione di John MacWilliams, traduzione di Fernanda Pivano, Oscar classici, Arnoldo Mondadori Editore, 2009,  pp. 444,, ISBN 978-88-04-48050-1.